# Obsjtina Knezja
Obsjtina Knezja (bulgariska: Община Кнежа) är en kommun i Bulgarien.   Den ligger i regionen Pleven, i den nordvästra delen av landet, 110 km nordost om huvudstaden Sofia. Antalet invånare är 14 420. Arean är 318 kvadratkilometer.
Terrängen i Obsjtina Knezja är platt.
Trakten runt Obsjtina Knezja består till största delen av jordbruksmark. Runt Obsjtina Knezja är det ganska tätbefolkat, med 56 invånare per kvadratkilometer.